# ビルマ族
ビルマ族（ビルマぞく）は、ミャンマー人口の約7割を占める民族。自称はバマー（ビルマ文字：ဗမာလူမျိုး、Bamar）。

## 概要
人種としてはモンゴロイドに属する。チベット・ビルマ語族に属するビルマ語を話し、おおよそ9割が上座部仏教を信仰する。主にイラワジ川中流以南、シッタン川流域、ミャンマー海岸部に居住し、農業を営んでいる。
先祖はヒマラヤ山脈以北に住んでいた氐族と見られ、9世紀頃にイラワジ平野へと進出・定住した。王朝が存在した19世紀以前の伝統社会では、アフムダンという王権を支える階層（官僚、軍人など）と、アティーという農民層に分かれていた。ただし、伝統的な身分制度はイギリスの植民地下で廃止され、今日では存在していない。伝統生活様式という基盤はあるが、都市と地方の住民間には意識・行動・価値観などで相当な差異がある。ビルマ族の社会は、夫婦とその子供による核家族が中心である。ただし、複合家族も沢山見られ、結婚した子供達が親と一緒に暮らしたり、結婚した兄弟姉妹が同居したりする場合もある。
伝統的なビルマ族の社会には、姓という血縁集団は無く名前のみである。そのため、先祖の霊を祭る祖霊信仰は無く、遺産は子たちに均等に相続される。

## 起源
ビルマ語を話す人々は、7世紀に現在の中国雲南省からイラワジ川域に最初に移住した。その後の数世紀にわたって、ビルマ語話者はピューやモン族などの他の民族グループを吸収した。2014年のDNA分析によると、ビルマ族は「典型的な東南アジア人」であるが「北東アジア人とインド人の影響も受けている」こと、そしてビルマ族の遺伝子プールはカレン族などの他の民族グループよりもはるかに多様であることがわかった。また、カレン族よりもイー族とモン族に近いこともわかった。
9世紀の中国の情報源によれば、シナ・チベット語を話す部族が今日のイラワジ川の近くに居住していたことが示されている。これらの部族はビルマ族の祖先と見なされていた。